# 孫太夫山古墳
孫太夫山古墳（羅馬化：Magodayūsan Kofun）是位於日本大阪府堺市大仙公園內的一座扇貝形古墳。這座古墳是百舌鳥古墳群中的一部分，並被視為與大仙陵古墳（即仁德天皇陵）相關的陪葬墳。其也在2019年（令和元年）7月6日被列入世界文化遺產的百舌鳥和古市古墳群：古日本墓葬群之重要組成資產。

## 概述

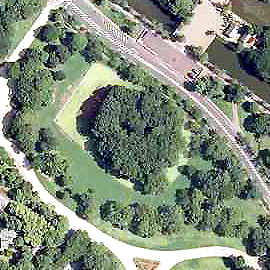
孫太夫山古墳俯瞰圖

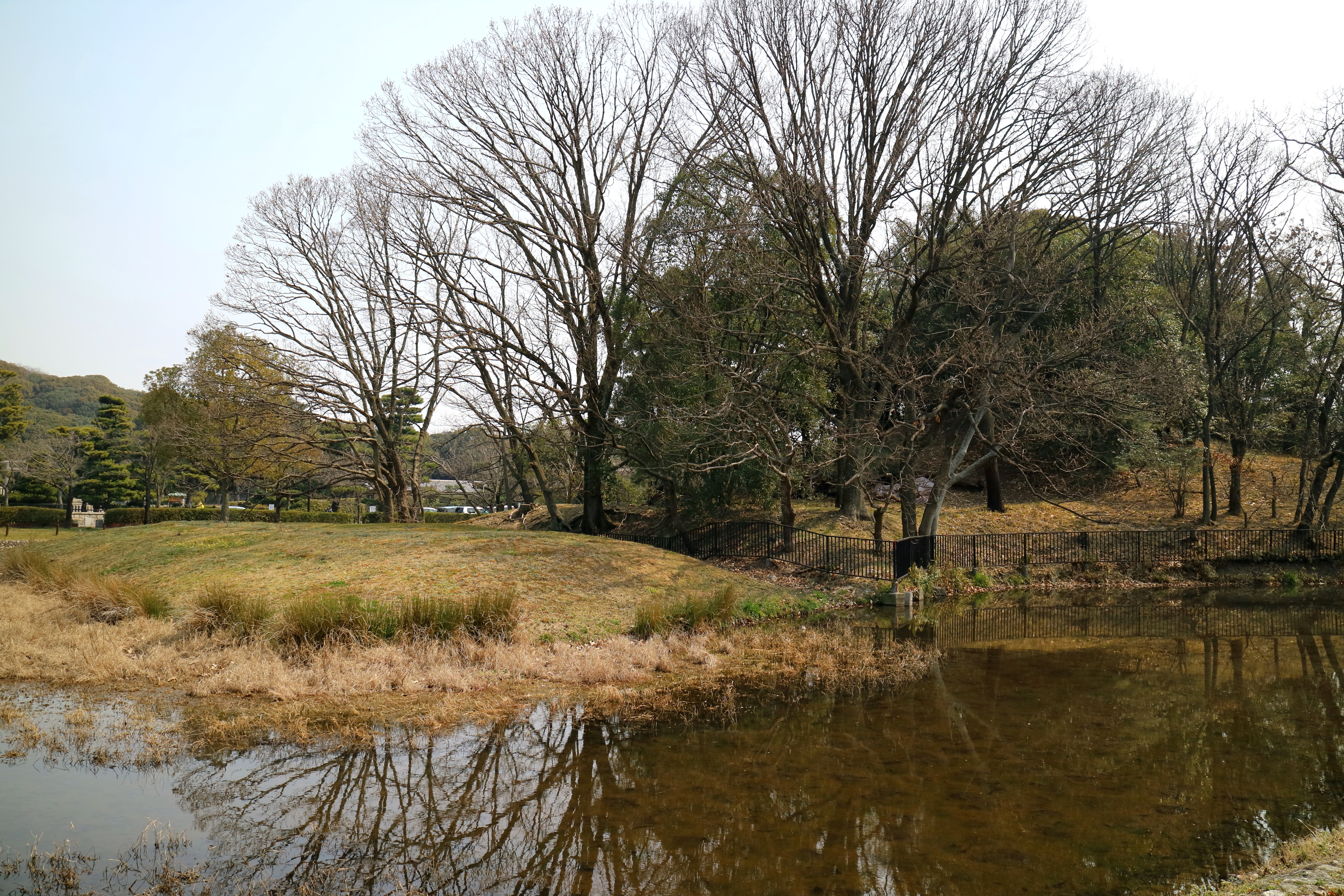
孫太夫山古墳前方部

孫太夫山古墳鄰近大仙陵古墳南邊外濠，其位於龍佐山古墳東邊，其前方部向西展開，與大仙陵古墳的外濠保持平行，並且建造在大仙陵古墳的主軸線延伸上，呈現獨特的扇貝形古墳。由於其位置和主軸線的指向，被視為大仙陵古墳的陪塚。儘管古墳前方部分有所變形，但根據公園建造時的調查結果，其根據推斷形狀從而修復古墳前方部和周濠。當時的修復工作因證據不足而受到質疑，並且周濠外的斜坡已用鋼筋混凝土和石頭加固。
這座古墳的主體長65米，後圓部的直徑為48米，高度達7.7米。其前方部分的輪廓和周濠被埋沒而得以保存。其後圓部是分為兩層建造。根據2011年（平成23年）的考古發掘顯示，古墳的西南側周濠仍保持原有形狀，從溝底到頂部的高度為7.7米。在前方部西側中心，可以看到沿著邊緣滑落的覆蓋石和外側斜坡。前方部的周濠寬度為7.6米，因而判斷當初的周濠呈現馬蹄的形狀。
在1926年（大正15年），宮内廳曾對古墳作出測量，根據資料指出，其前方部分已經被平整。從享保年間的《舳松領繪圖》中可以看出，周濠已被填埋，並在陵墓圖中呈現為水田，周濠的輪廓則作為其遺跡保留。作為大仙陵古墳的陪塚，其後圓部由宮内廳管理，稱為「仁德天皇陵陪塚 い号飛地」，而前方部和周濠則由堺市負責。這些部分已在2017年（平成29年）2月6日被認定為堺市指定史跡。

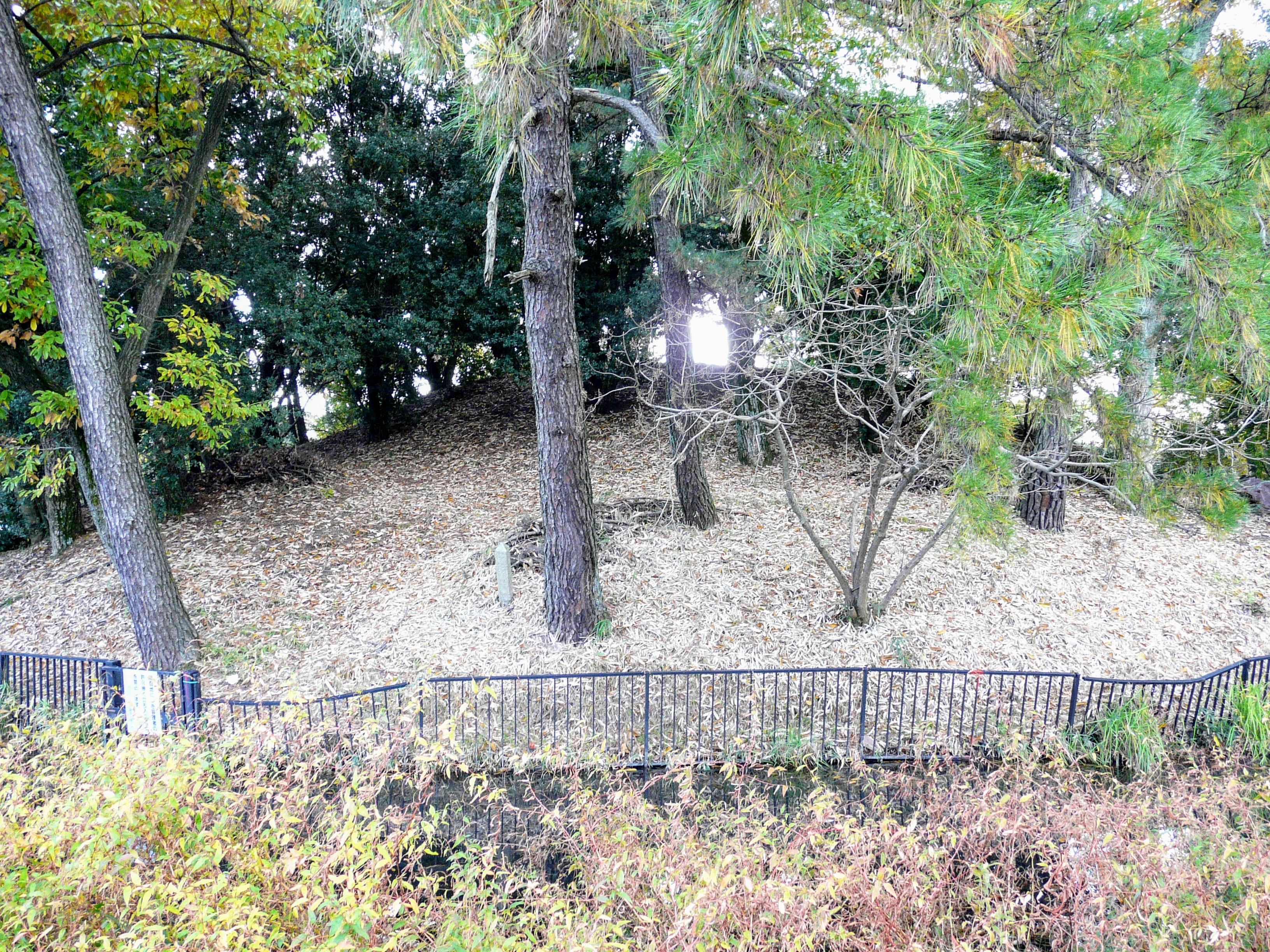
後圓部
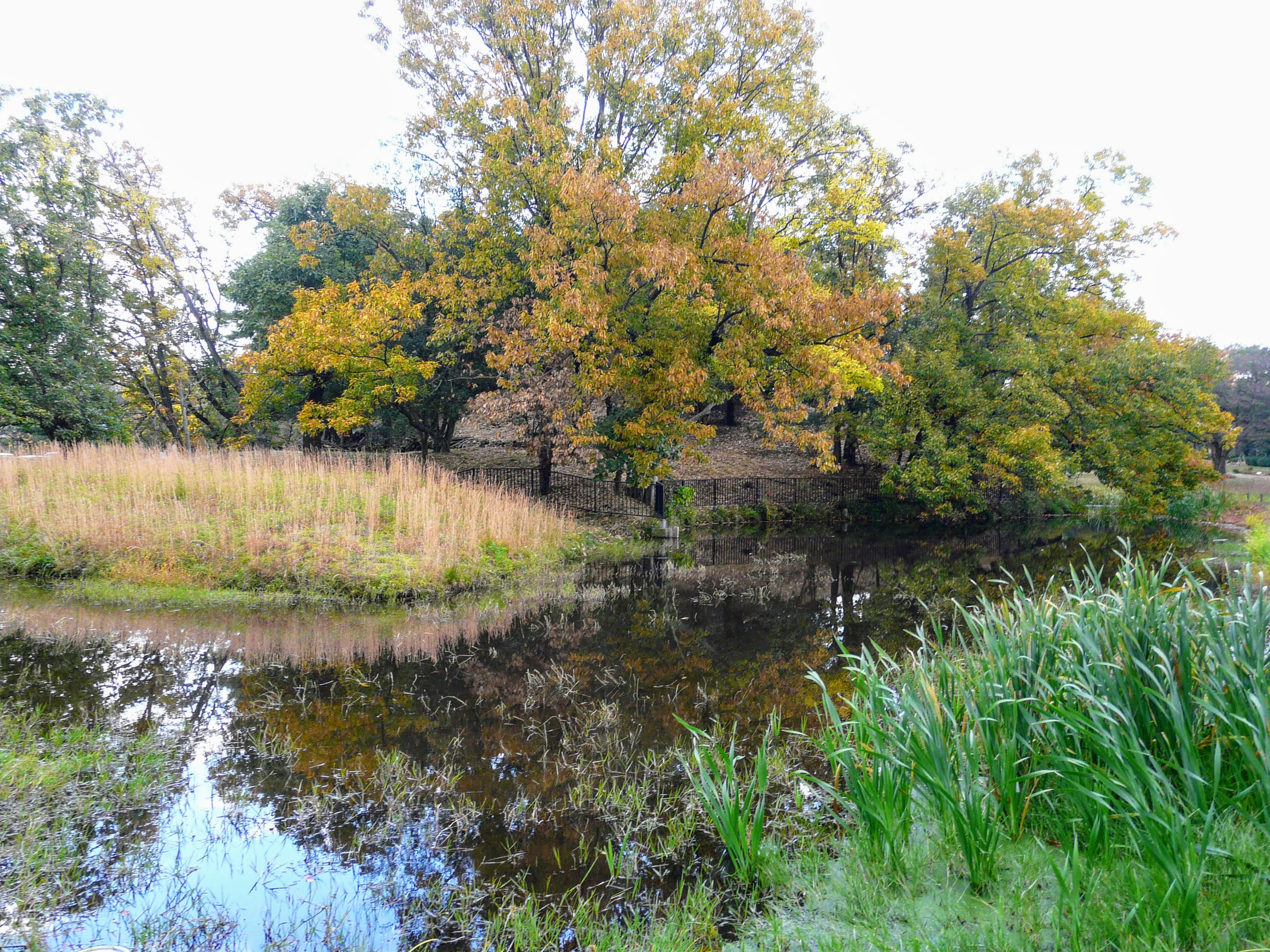
從前段南端往後圓部方向拍攝（右後為後圓部）
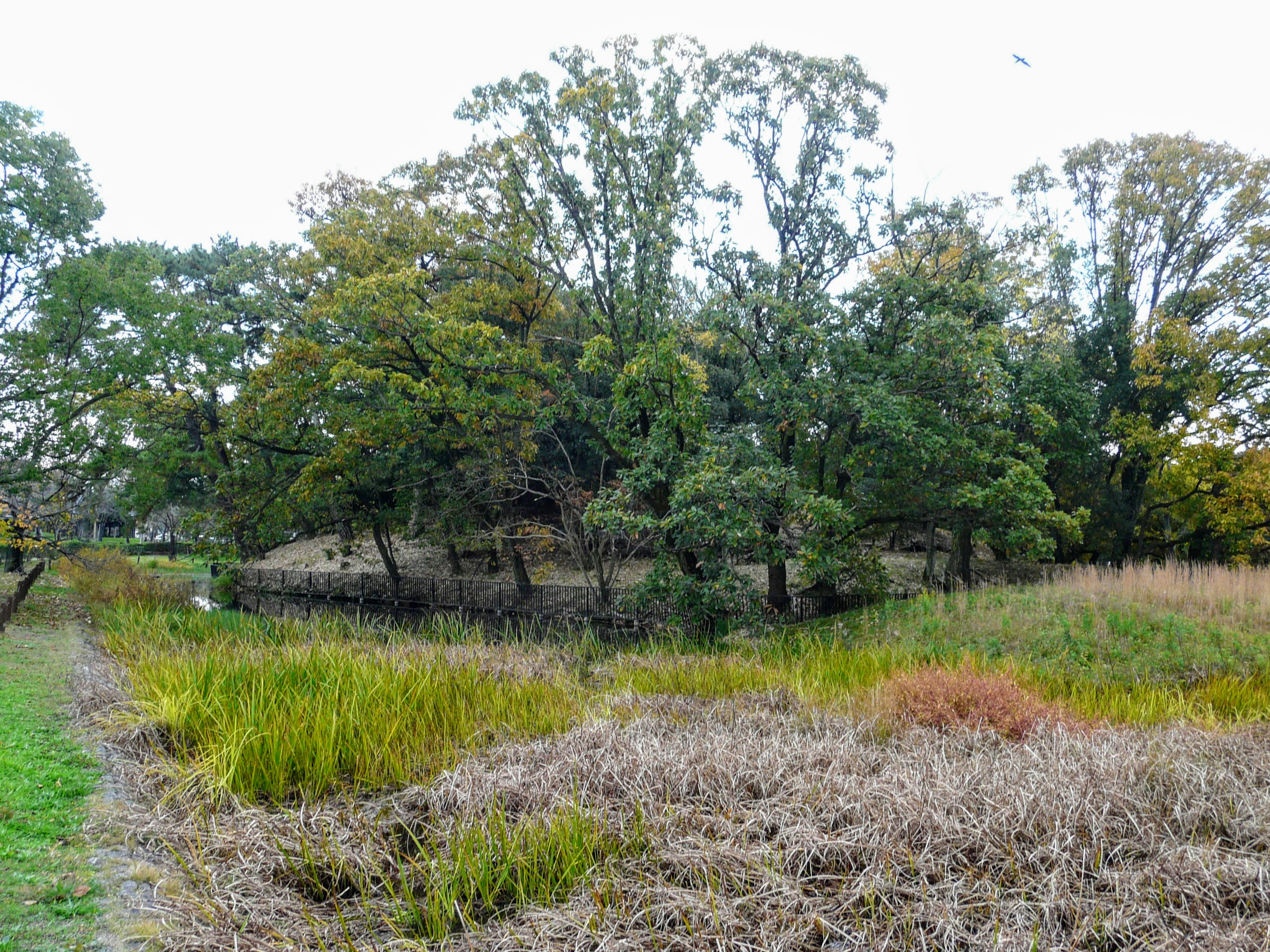
從前段北端往後圓部方向拍攝（左後為後圓部）

## 出土
雖然孫太夫山古墳的埋葬設施和隨葬品仍然不明，但據傳在古墳頂部曾經採集到數個土製的勾玉。
通過發掘調查，從墳丘的葺石和濠溝的堆積層中出土了小型的圓筒形埴輪和朝顔形埴輪等物品。這些埴輪的製造時間被推測為5世紀中葉，與古墳的建造時間相符，並且由於它們與大仙陵古墳的埴輪在特徵上的相似性，被認為是同一時期製作。這些發現進一步證實這座古墳是大仙陵古墳的陪塚之一。

## 古墳名稱
在古墳前方西側的石碑上，刻有「江戶時代，此地是大鳥郡中筋村村長南孫太夫的財產」的字樣。南家保存的古文檔顯示，在明治時代初期，古墳的後圓部大部分已經捐給國家，而到了1968年（昭和43年），其餘的後圓部分則交給了宮內廳管理，前方部和周濠則由堺市接管。

## 考古調查

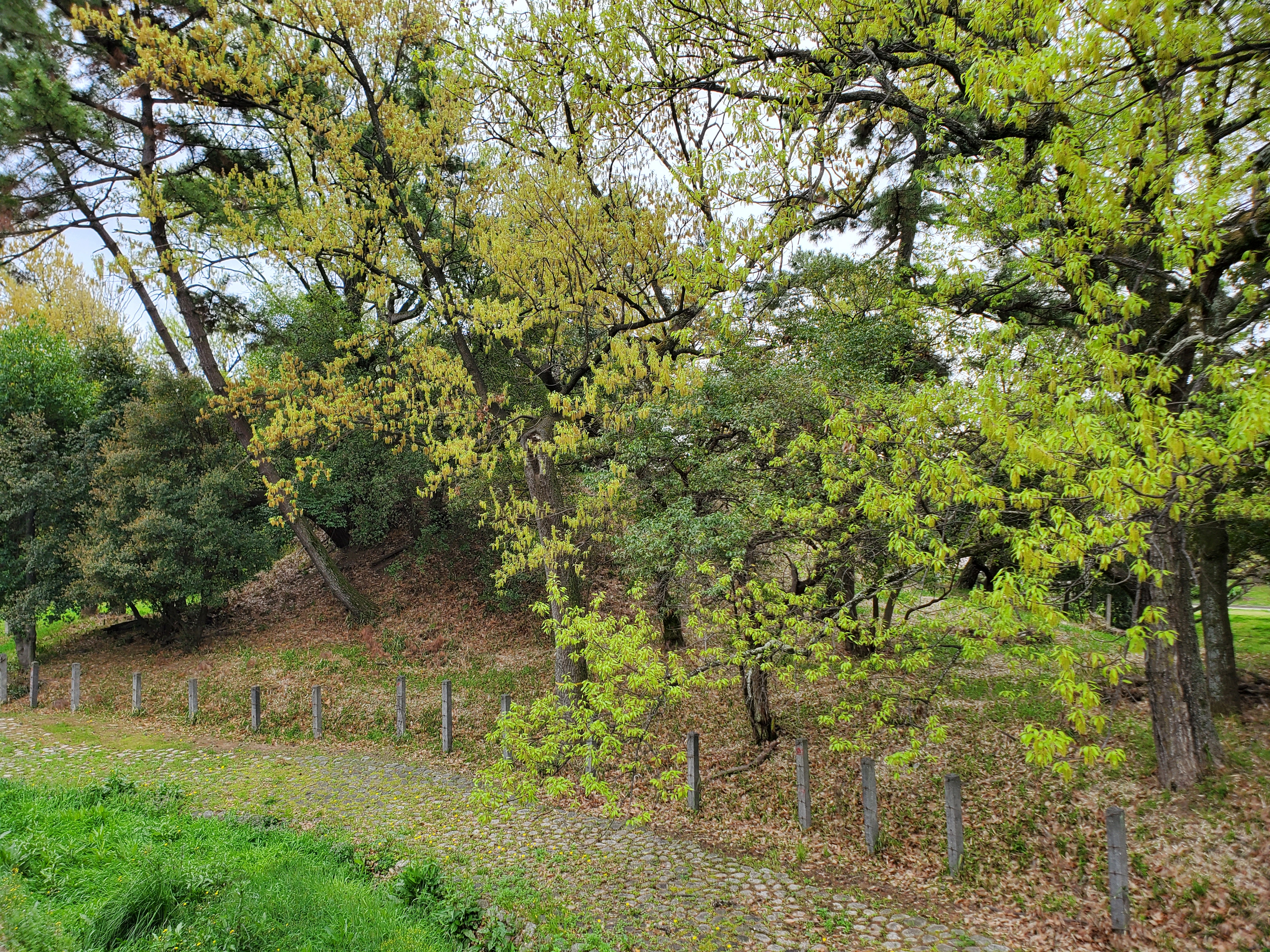
孫太夫山古墳一隅

在1978年（昭和53年），隨著大仙公園的建設，考古人員對古墳進行預先的發掘調查，調查是古墳整備計劃的一部分。這次調查只確認了周濠填充物和階地結構層，但未留下任何圖紙或照片記錄。同年，在古墳的修復工作中，特別是前方部分的恢復工程，進行現場監督調查，但也沒有記錄留下。到1996年（平成8年），在古墳北邊的步道進行下水道工程時，也進行現場監督調查。
考古人員在道路基層下方1.2米處，發現了含有須惠器的棕灰色粘土層。這層土壤朝著周濠變得更厚，且階地結構層也有下沉現象，這表明這可能是古墳周濠北側的邊緣。堺市教育委員會提出，實際的周濠可能比之前推測並修復的範圍更加向北擴展。
在2007年（平成19年）9月10日，進行一項由國庫資助的考古發掘調查。這項調查是確認百舌鳥古墳群申請為歷史遺跡指定範圍之預備工作，旨在為未來的發掘提供資料，包括了解挖掘的土量和確認周濠外側可能存在的未被發掘的文化財。在周濠的東側（靠近後圓部）、西側（靠近前方部）和南側（靠近後圓部方向）進行三處周濠挖掘以進行調查。南側發現基於階地結構層的濠狀結構，但具體年代不明，且沒有發現遺物。根據埋土和其他周濠的情況，這些結構被認為與古墳的關聯性較低。東側在階地結構層上發現舊耕作土，但推測在大仙公園建設時，這一層可能已被削平。該發掘雖然沒有發現與古墳直接相關的結構或遺物，但發現濠底的高度略高於階地結構層，顯示濠埋土很可能仍然存在。
從2008年（平成20年）1月21日到3月28日，考古人員進行地下雷達探測調查。這項調查涵蓋公園建設時確定的古墳周濠外圍約10米的範圍。調查結果推測，周濠的西側和南側邊緣位於目前周濠邊緣的內側。調查區域的北半部分被覆蓋著含有大量建設廢料的填土，這表明遺跡的保存狀況不佳。
從2011年（平成23年）11月30日到2012年（平成24年）3月30日，進行一項考古發掘調查，目的是確定古墳的墳丘和周濠的形狀，以及古墳的整體範圍。這項調查主要包括在古墳周圍等距發掘的8條寬1.5米的溝渠，這些溝渠從墳丘底部延伸到周濠外，另外還有4條位於周濠內部的溝渠。調查結果發現多種遺物，包括各種埴輪、須惠器、瓦片、來自備前的陶器和來自肥前的磁器等，但大多數遺物都是碎片，無法完整地重現原始狀態。具體來說，出土的埴輪類型包括朝顔形、蓋形、家形、動物形以及石見型盾形等形象埴輪。